# Аросемена, Отто
Отто Аросемена Гомес (исп. Otto Arosemena Gómez; 19 июля 1925 — 20 апреля 1984) — эквадорский государственный деятель, президент страны с ноября 1966 по конца августа 1968 года.

## Биография
Происходил из известной гуаякильской семьи, его двоюродный брат Карлос Хулио Аросемена Монрой и дядя Карлос Хулио Аросемена Тола ранее были президентами Эквадора. Начальное и высшее образование получил в родном городе. В 1955 году окончил местный университет, получив степень по праву. Во время учёбы начал заниматься общественной деятельностью: в 1951 году стал членом избирательного трибунала провинции Гуаяс, который позже возглавил.
Начиная с 1954 года его политическая карьера развивалась очень стремительно. В 1954 году он был избран депутатом от провинции Гуаяс в Национальный конгресс, в 1956 г. — переизбран. В 1957 году получил пост председателя Палаты депутатов, а в 1960 г. получил место в Сенате, а также стал членом валютной совета, который возглавил в 1961 году, в том же году стал заместителем председателя Сената. Боролся против военной хунты, захватившей власть в июле 1963 года, устранив с поста президента его кузена Карлоса Хулио Аросемена Монроя. В 1965 году, когда страна погрузилась в один из крупнейших политических, социальных и экономических кризисов в результате деятельности диктаторского режима, он основал новую политическую партию в Кито — Демократическую институционалистскую коалицию. Через год был избран членом Конституционной ассамблеи во главе с Клементе Ерови. Эта же ассамблея избрала Аросемену на пост главы государства.
Приход Аросемены к власти ещё больше укрепил позиции Эквадора в мире — начался приток инвестиций, что привело к росту экономики. Он назначил бывшего президента Гало Пласа Лассо послом в Вашингтон .
В то время эквадорцы верили, что возвращение конституционного режима принесёт успехи их стране. В начале марта 1967 года было открыто новое нефтяное месторождение на северо-востоке страны.
В том же году Аросемена принимал участие во встрече президентов американских государств в Пунта-дель-Эсте, Уругвай. Во время встречи он выразил свои мысли в поддержку политики США по Латинской Америки. Он стал единственным участником встречи, кто отказался поставить свою подпись под Декларацией американских президентов, поскольку считал это недостаточным и не видел в этом документе особого практического смысла.
Среди основных достижений кабинета Аросемены было создание министерства здравоохранения, строительство моста Национального единства (ныне называется моста Рафаэля Мендосы Авильи), расширение морского порта Манта, реконструкция автодорог Амбато — Риобамба и Эль-Эмпальме-Кеведо, электрификация Манаби и полуострова Санта Елена, восстановление железнодорожной линии Кито — Гуаякиль. Также он заботился о строительстве школ, в результате чего на пике этого процесса в Эквадоре строилось по 1,7 школ в сутки. Его правительство обеспечило экономическое развитие страны, а также укрепило демократические институты.
Был профессором истории и политической географии в различных высших школах и университетах.
После выхода в отставку с поста главы государства продолжал политическую деятельность как член Конгресса до самой своей смерти от сердечного приступа 1984 года. В этот период он, участвуя в потасовке в зале парламента с депутатом-консерватором Пабло Давалосом, выстрелил в того из пистолета и был приговорён к одному месяцу тюремного заключения.